# Amala Kamala
Amala Kamala är en svensk TV-film från 1971 i regi av Bengt Lagerkvist och med manus av Lars Norén. Den premiärvisades i Sveriges Television den 9 maj samma år.

## Medverkande
- Ann-Marie Adamsson
- Christer Banck
- Lars-Erik Berenett
- Christian Berling
- Irma Christenson – Mrs. Slick
- Nils Eklund
- Monica Ekman
- Sigge Fürst – Slick
- Maud Hansson – Angela
- Frej Lindqvist
- Willy Peters
- Katarina Strandmark – Amala
- Despina Tomazani – Kamala
- Mimmo Wåhlander – Doris